# Після шторму (фільм)
«Після шторму» (яп. 海よりもまだ深く, Умі йорі мо мада фукаку, англ. After the Storm,також «Глибше моря») — японська драма 2016 року режисера та сценариста Хірокадзу Корееди. Прем'єрний показ фільму відбувся на 69-му Каннському кінофестивалі у рамках програми «Особливий погляд».

## У ролях
- Хіросі Абе — Рьота Сінода
- Кірін Кікі — Йосіко Сінода, матір Рьоти
- Йоко Макі — Кьоко Сіраісі, колишня дружина Рьоти
- Таійо Йосідзава — Сінґо Сіраісі, син Рьоти і Кьоко
- Сатомі Кобаясі — Тінацу Сінода, сестра Рьоти
- Сосуке Ікемацу
- Ісао Хасідзуме
- Рірі Фуранкі

## Критика
Фільм має рейтинг 97% на Rotten Tomatoes, оснований на відгуках 115 критиків. Стрічка має оцінку 84 зі 100 на Metacritic, на основі 25 рецензій. Називаючи фільм «класичною японською сімейною драмою м'якого переконання та неймовірної простоти», яка «гармонійно балансує між легкою комедією та меланхолійною реальністю справжньої людської суті», Дебора Янґ з «Голлівуд Репортер» припускає, що фільм про те, як «ти не можеш завжди мати життя, яке хотів, або бути тим, ким хочеш».